# Briefmarken-Jahrgang 1949 der Deutschen Post
Der Briefmarken-Jahrgang 1949 der Deutschen Post (als Nachfolgerin der Deutschen Reichspost, die Deutsche Bundespost wurde erst 1950 gegründet) umfasste zehn Sondermarken. Streng genommen handelt es sich um die ausgegebenen Sondermarken seit der Institutionalisierung der Bundesrepublik Deutschland durch das Inkrafttreten des Grundgesetzes mit Ablauf des 23. Mai 1949. Die Dauermarken der drei westlichen Besatzungszonen wurden weiterhin verkauft.

## Liste der Ausgaben und Motive
Legende
- Bild: Eine bearbeitete Abbildung der genannten Marke. Das Verhältnis der Größe der Briefmarken zueinander ist in diesem Artikel annähernd maßstabsgerecht dargestellt. Sollten keine Marken abgebildet sein, liegt es daran, dass das Urheberrecht des Künstlers noch nicht erloschen ist.
- Beschreibung: Eine Kurzbeschreibung des Motivs und/oder des Ausgabegrundes. Bei ausgegebenen Serien oder Blocks werden die zusammengehörigen Beschreibungen mit einer Markierung versehen eingerückt.
- Wert: Der Frankaturwert der einzelnen Marke in Pfennig. Ein „+“ bedeutet, dass es sich um eine Zuschlagsmarke handelt (= Frankaturwert + Spende).
- Ausgabedatum: Das Datum des erstmaligen Verkaufs dieser Briefmarke.
- Gültig bis: Das Datum, an dem die Gültigkeit endete.
- Auflage: Soweit bekannt, wird hier die zum Verkauf angebotene Anzahl dieser Ausgabe angegeben.
- Entwurf: Soweit bekannt, wird hier angegeben, von wem der Entwurf dieser Marke stammt.
- Mi.-Nr.: Diese Briefmarke wird im Michel-Katalog unter der entsprechenden Nummer gelistet.

| Sondermarken | |                  |                       |                 |           |             |       |
| Bild         | Beschreibung                                                                                                 | Werte in Pfennig | Ausgabe- datum (1949) | gültig bis      | Auflage   | Entwurf     | MiNr. |
|              | Eröffnung des 1. Deutschen Bundestages - Richtfest                                                           | 10               | 7. September          | 31. August 1950 | 3.000.000 | Max Bittrof | 111   |
|              | - Richtfest                                                                                                  | 20               | 7. September          | 31. August 1950 | 3.000.000 | Max Bittrof | 112   |
|              | 100 Jahre deutsche Briefmarken - 1 Kreuzer Königreich Bayern Zuschlagmarke                                   | 10+2             | 30. September         | 31. August 1950 | 1.000.000 | Bruckmann   | 113   |
|              | - 3 Kreuzer Königreich Bayern                                                                                | 20               | 30. September         | 31. August 1950 | 1.000.000 | Bruckmann   | 114   |
|              | - 6 Kreuzer Königreich Bayern                                                                                | 30               | 30. September         | 31. August 1950 | 1.000.000 | Bruckmann   | 115   |
|              | 75 Jahre Weltpostverein Heinrich von Stephan (1831–1897) Mitbegründer des Weltpostvereins                    | 30               | 9. Oktober            | 31. August 1950 | 2.000.000 | Max Bittrof | 116   |
|              | Helfer der Menschheit Wohlfahrtsmarken mit Zuschlag - Heilige Elisabeth von Thüringen (1207–1231) Landgräfin | 8+2              | 14. Dezember          | 31. März 1951   | 4.000.000 | unbekannt   | 117   |
|              | - Paracelsus von Hohenheim (1493–1541) Philosoph und Arzt                                                    | 10+5             | 14. Dezember          | 31. März 1951   | 6.000.000 | unbekannt   | 118   |
|              | - Friedrich Fröbel (1782–1852) Pädagoge                                                                      | 20+10            | 14. Dezember          | 31. März 1951   | 6.000.000 | unbekannt   | 119   |
|              | - Johann Hinrich Wichern (1808–1881) Theologe                                                                | 30+15            | 14. Dezember          | 31. März 1951   | 4.000.000 | unbekannt   | 120   |